# Bétaxanthine
Les bétaxanthines sont des pigments azotés jaunes à orange de la famille des bétalaïnes. Ils sont dérivés de la xanthine et sont contenus dans les plantes de la famille des Chenopodiaceae, comme la betterave - d'où leur nom de « bétaxanthine ».
On compte notamment dans cette famille l'indicaxanthine, la vulgaxanthine, la miraxanthine et la portulaxanthine